# Romneya trichocalyx
Romneya trichocalyx är en vallmoväxtart som beskrevs av Alice Eastwood. Romneya trichocalyx ingår i släktet Romneya och familjen vallmoväxter. Inga underarter finns listade i Catalogue of Life.

## Bildgalleri

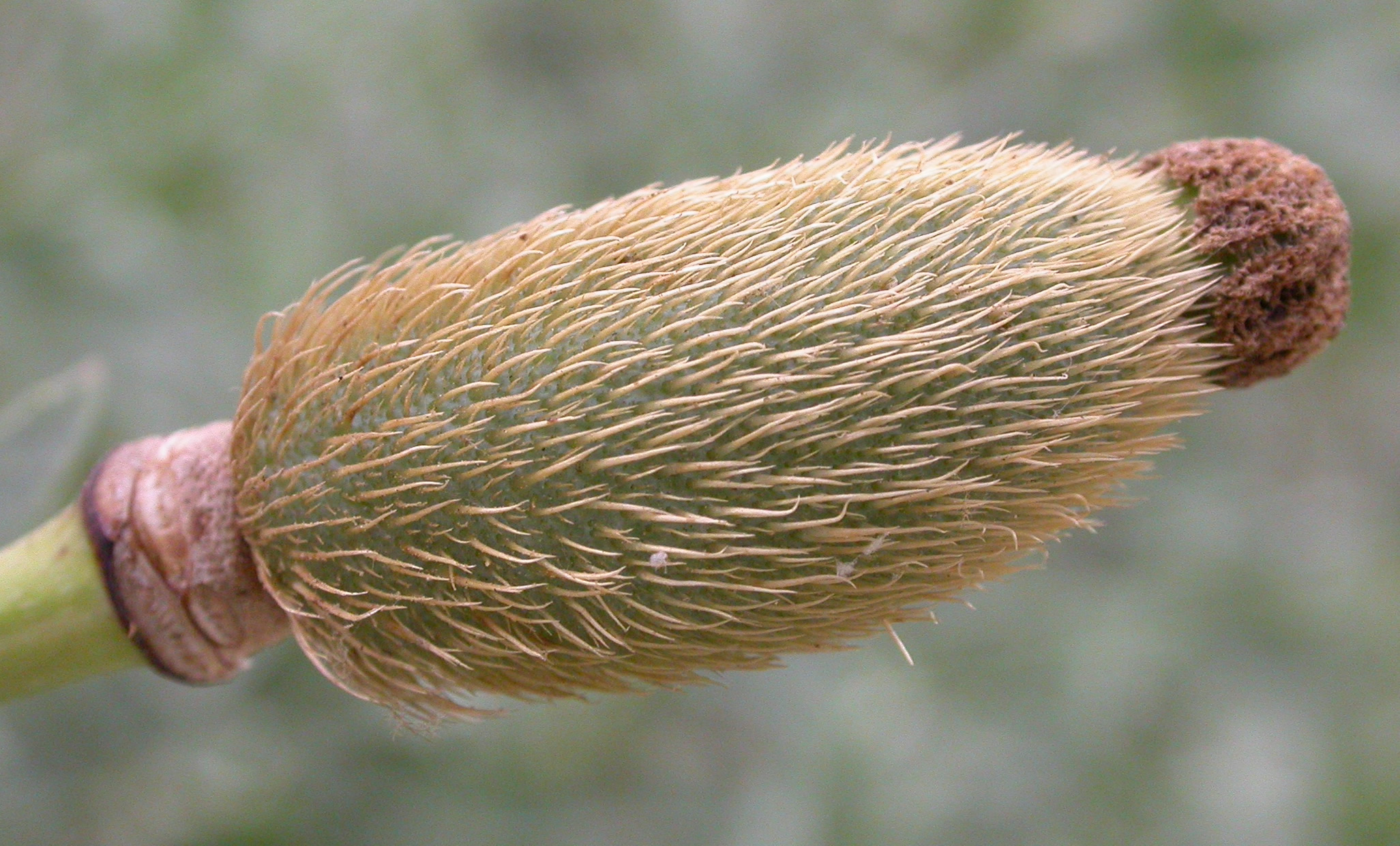